# Vlag van Roslagen

Vlag van Roslagen

De vlag van Roslagen is de onofficiele vlag van de Zweedse kuststreek Roslagen.
In de zomer van 2020 lanceerde Erik Rudolfsson, inwoner van Roslagen en geïnteresseerd in vlaggen, de vlag van Roslagen. De vlag was snel ingeburgerd en wordt op de markt gebracht via toeristenbureaus en marketingplatforms voor Roslagen. Erik Rudolfsson zocht naar een bestaande vlag die Roslagen vertegenwoordigde en toen dat niet lukte, besloot hij er zelf een te ontwerpen. De vlag is een donkerblauwe kruisvlag met een geel kruis dat witte buitenlijnen heeft. De donkerblauwe kleur en het gele kruis verwijzen naar de oude Zweedse vlag, de Zweedse vlag had een donkerder blauwe tint vóór de vlaggenwet van 1906. Het geel is ook een verwijzing naar het post-roeien naar Åland en de witte buitenrand van het kruis zeilen en de veranderlijke zee; de zee met witte zeilen, witte ganzen als het stormt en het ijs dat soms niet draagt of breekt.